# Бессарабская кухня

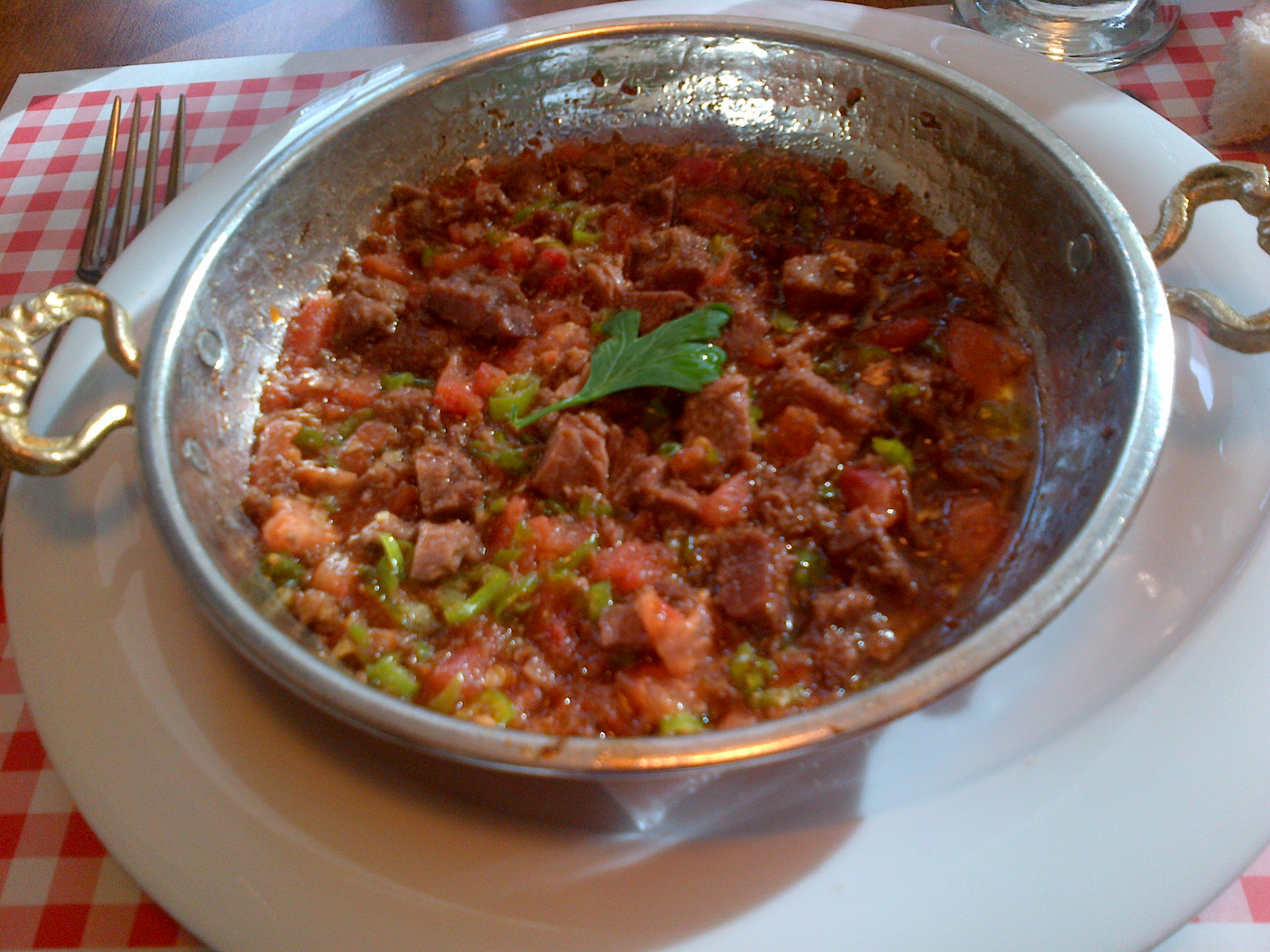
Горячая каварма

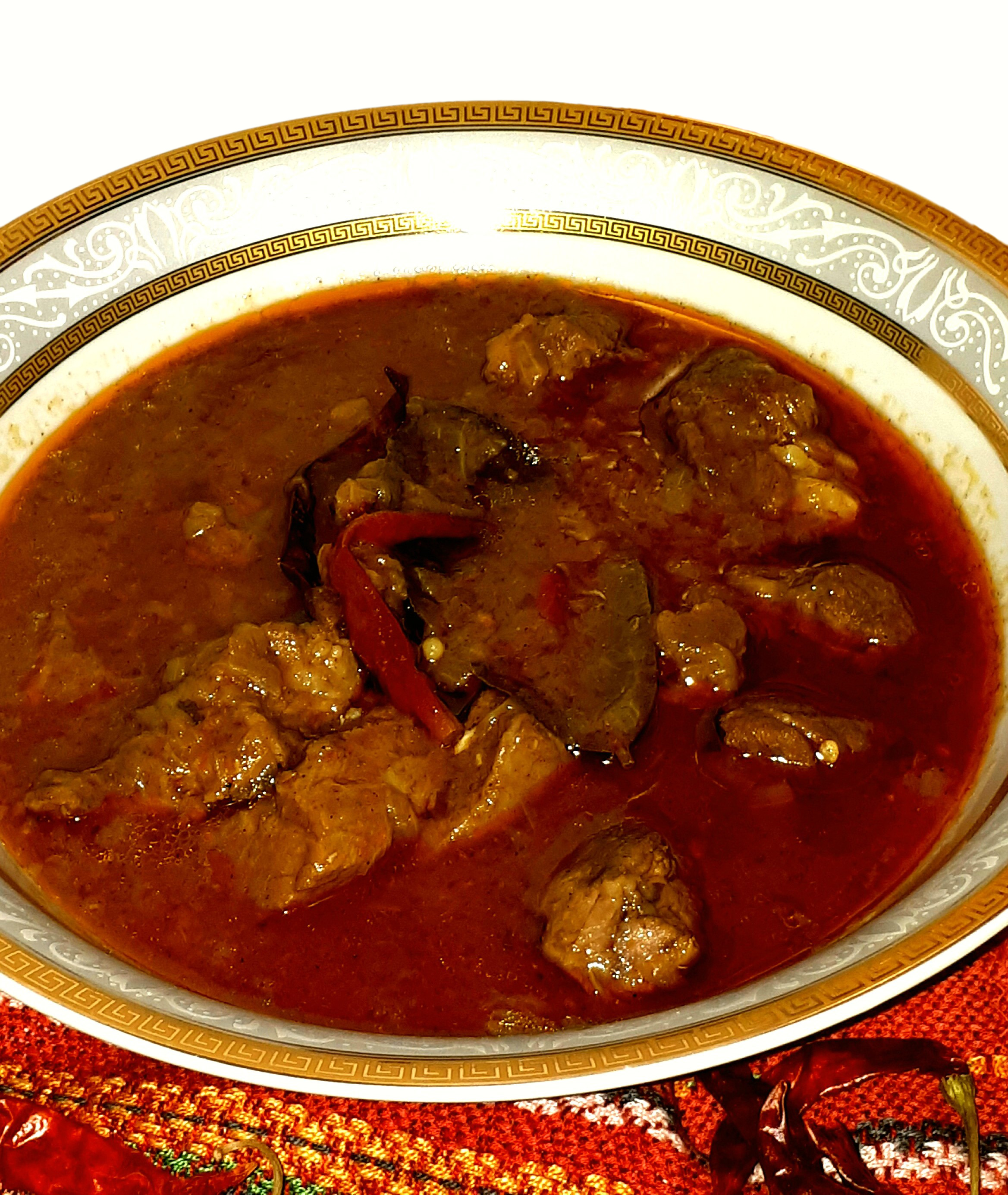
Яхния

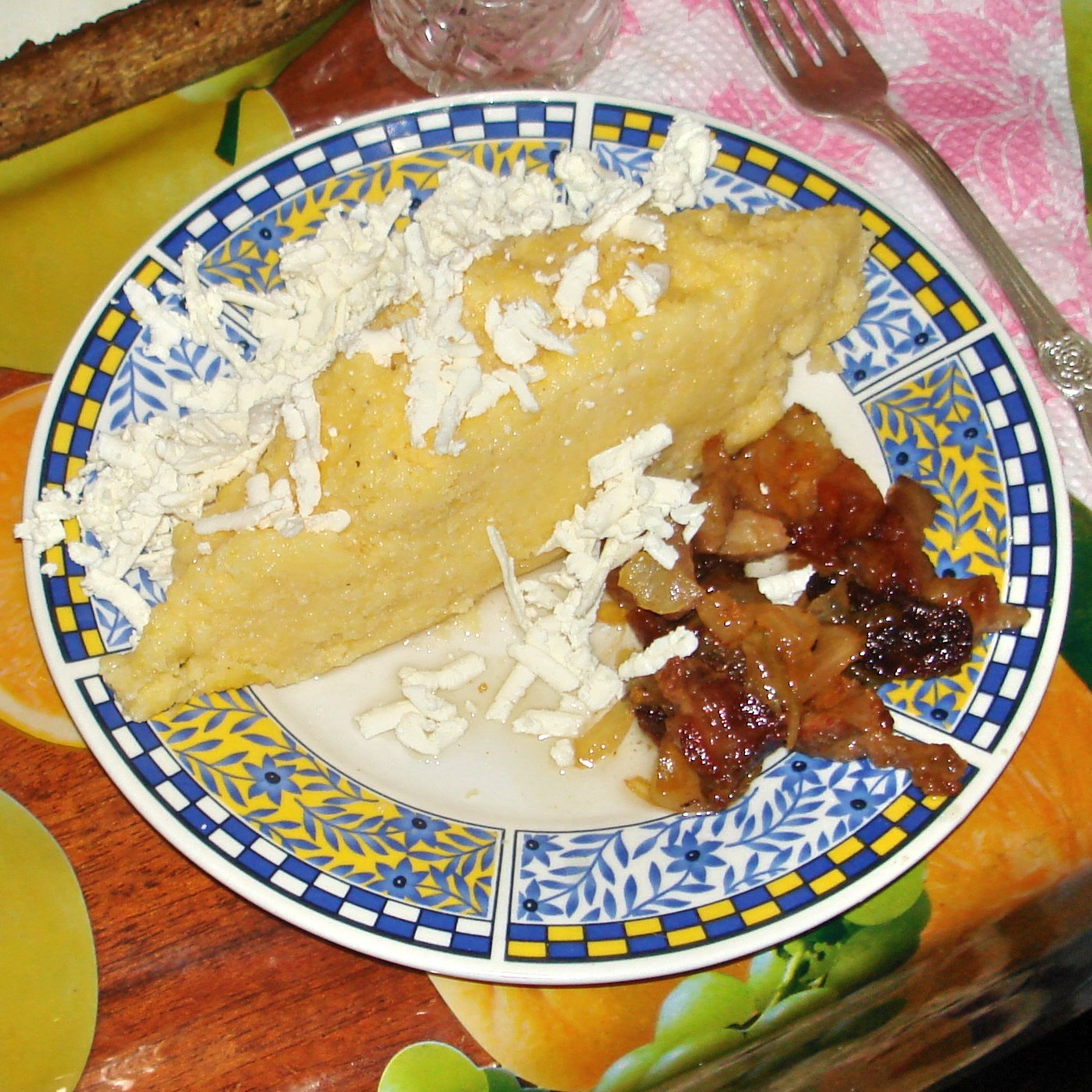
Мамалыга с брынзой и шкварками

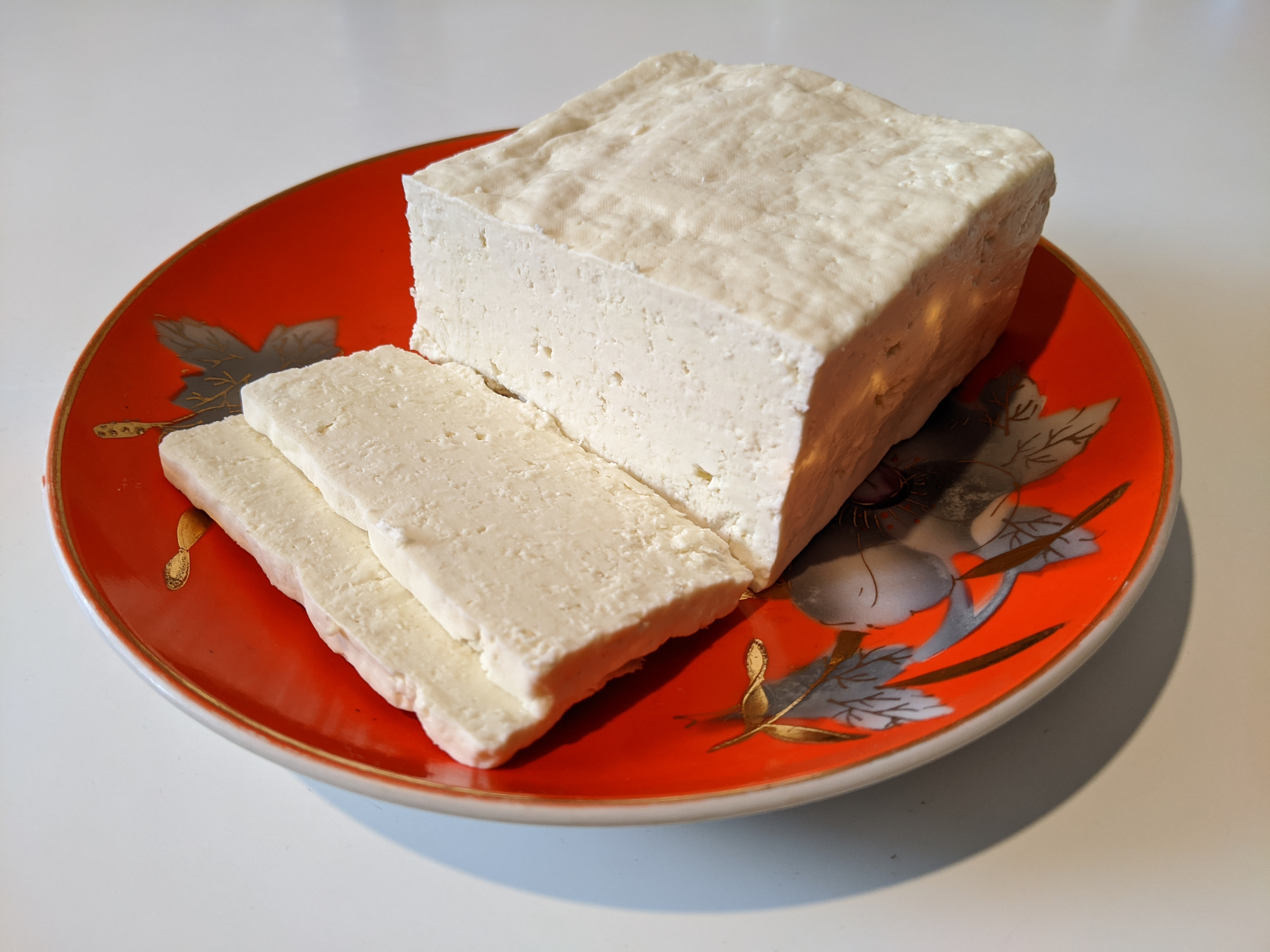
Выдержанная бессарабская брынза

Бессарабская кухня — региональная кухня, сложившаяся на территории украинской Бессарабии. Аккумулирует в себе блюда молдавской, украинской, еврейской, гагаузской, албанской и болгарской кухонь с местными изменениями.
Этнически регион весьма разнообразен, с большим сельским населением. Компактное проживание обуславливает сохранение традиций, в том числе и кулинарных. В болгарских деревнях обычно готовят традиционные болгарские блюда, в молдавских - молдавские. При этом благодаря межэтническому взаимодействию происходят и кулинарные заимствования. Так, украинский борщ — частый гость в меню жителей Бессарабии. За столетие османской оккупации в кухне региона появились и блюда из турецкой, арабской, персидской и греческой кухни. Это анатолийско-турецкие чорба, яхния, кебаб, гювеч.

## Особенности бессарабской кухни
При этом кухня Бессарабии имеет свои особенные черты. Бессарабская кухня характеризуется обилием овощных блюд из сладкого перца, помидоров, баклажанов, кабачков, огурцов. Традиционными в рационе являются фаршированные овощи (фаршированный перец, долма), фарш может быть мясным, овощным, смешанным, или из крупы с овощами и мясом. Кстати, кроме кукурузы из которой делают любимую в Бессарабии мамалыгу и много блюд, в регионе распространен рис, который здесь выращивают благодаря богатым водным ресурсам. Другой особенностью бессарабской кухни является широкое использование брынзы, она используется во многих блюдах, а также подается отдельно.
В бессарабской кухне традиционно на первом месте была баранина, но свинина и говядина также широко употребляются.
Регион находится на берегах Дуная, Днестра, Прута, имеет выход к Черному морю, и рыба с давних времен является важным продуктом питания для местных жителей. Специалитетом региона является вилковская дунайка (селедка), щучья икра. Борщ готовят с рыбой, уху с томатным соком и сладким перцем, а особую уху по-бессарабски подают с чесночным соусом саламур.
Еще один местный специалитет - жареные лягушачьи лапки, присущий жителям Подунавья и гурманам Одесщины.
Типичной выпечкой являются молдавские вертута и плацинда (плачинда), болгарские роговачки (ругувачки) и милина , гагаузские вергуны геврек..
Из напитков на первом месте стоит вино, ведь Бессарабия — знаменитый  винодельческий регион. Виноделие в регионе было начато еще древними греками. Сейчас вино производят в частных домохозяйствах, небольших винодельнях и крупных предприятиях.
Также готовят и пьют типичные для украинской и молдавской кухни компот, простоквашу (кисляк).

## Гастротуризм
В 2019 году был создан проект «Дороги вкуса и вина Украинской Бессарабии»: этот эногастрономический маршрут объединил десятки местных сыроделов, виноделов, пекарей, владельцев этноусадеб.

## Типичные блюда
- Мамалыга
- Попара
- Баница
- Пастрома
- Манджа
- Мирудия
- Каварма